# 가케히 지사코
가케히 지사코(일본어: 筧 千佐子, 1946년 11월 28일 ~ 2024년 12월 26일)는 일본의 노인 연쇄살인범이다. 보험금과 유산을 노리고 교제하던 남성 6명을 독살한 여자이다. 2021년 사형이 확정했다.
가케히는 2024년 12월 26일, 아침 병원으로 이송되었고, 같은날 사망했다.

## 참고 자료
- 安倍龍太郎 (2018년 7월 20일). 《筧千佐子 60回の告白 ルポ・連続青酸不審死事件》. 朝日新聞出版. ISBN 978-4022515520.